# Симон (Гетя)
Митрополит Симон (у світі Валентин Гетя; 14 листопада 1949, село Крюкове, Полтавський район, Полтавська область, Українська РСР) — архієрей Російської православної церкви на спокої, колишній митрополит Орловський і Болхівський (2019). У 1995—2019 роках керував Мурманською єпархією.

## Життєпис
Народився 14 листопада 1949 року у сім'ї військовослужбовця.
1967 року закінчив середню школу, працював на Полтавському комбінаті будівельних матеріалів. У 1968 — 1970 роках проходив службу в лавах Радянської Армії.
У 1971 році вступив до Полтавського медичного стоматологічного інституту, потім перейшов до Куйбишевського медичного інституту, який закінчив у 1977 році.
У 1977—1979 роках проходив службу військовим лікарем військової частини міста Черняхівська Калінінградської області, в 1979 році звільнився в запас, працював лікарем-терапевтом у поліклініці міста Куйбишева.
У серпні 1980 року вступив до Московської духовної семінарії, а по закінченні її в 1983 році — до Московської духовної академії.
2 грудня 1983 був пострижений у чернецтво, 8 січня 1984 висвячений у ієродиякона, 15 лютого того ж року — в ієромонаха.
У 1987 році закінчив Московську духовну академію зі ступенем кандидата богослов'я. Тема кандидатської дисертації: «Вчення святих отців Церкви про смиренність і красу». У тому ж році архієпископом Куйбишевським та Сизранським Іоанном (Сничовим) призначений настоятелем Петропавлівського храму в Куйбишеві.
У 1988 році зведений у сан ігумена.
У 1990 році призначений благочинним 2-го округу Куйбишевської єпархії зі зведенням у сан архімандрита.
З серпня 1990 — особистий секретар митрополита Ленінградського і Ладозького Іоанна (Сничова).
З вересня 1991 по 1996 викладав практичне керівництво для пастирів у Санкт-Петербурзькій духовній семінарії.
З 1992 року член Комісії Священного Синоду з питань пенсійного забезпечення та соціального захисту.

## Архієрейство
19 липня 1993 року постановою Священного синоду визначено єпископом Тихвінським, вікарієм Санкт-Петербурзької єпархії. 2 жовтня у залі засідань Священного синоду відбулося назва, а 3 жовтня у Богоявленському кафедральному соборі Москви за Божественною літургією — архієрейська хіротонія. Чин хіротонії здійснили патріарх Московський і всієї Русі Алексій II, митрополити Санкт-Петербурзький і Ладозький Іоанн (Сничов), Крутицький і Коломенський Ювеналій (Поярков), Смоленський і Калінінградський Кирило (Гундяний), Оренбурзький ченський Анатолій (Кузнєцов), Сонячногірський Сергій (Фомін), єпископи Тверський і Кашинський Віктор (Олійник), Істринський Арсеній (Єпіфанов), Таллінський і всієї Естонії Корнілій (Якобс), Володимирський і Суздальський Євлогій (Смирнов), Чимкентський та Акмолінський Єлевферій (Козоріз).
З 1994 по 1998 рік викладав канонічне право в Санкт-Петербурзькій духовній академії.
З 3 листопада по 27 грудня 1995 року після смерті Іоанна (Сничова) тимчасово керував Санкт-Петербурзькою єпархією. Успадкував бібліотеку митрополита Івана.
27 грудня 1995 року постановою Священного синоду призначено на новостворену Мурманську та Мончегорську кафедру.
29 грудня 1999 року Священний синод доручив єпископу Симону архіпастирське окормлення православної парафії Московського патріархату в місті Кіркенесі (Норвегія).
29 лютого 2004 року патріархом Алексієм II зведений у сан архієпископа.
8 жовтня 2013 року зведений у сан митрополита у зв'язку з призначенням главою Мурманської митрополії.
26 лютого 2019 року рішенням Священного синоду звільнений від управління Мурманською єпархією та призначений митрополитом Орловським та Болховським та головою Орловської митрополії. 11 березня звершив перше своє богослужіння на Орлівській кафедрі — велику вечерю з читанням Великого покаянного канону прп. Андрія Критського в Охтирському кафедральному соборі. 12 березня 2019 року в обласній адміністрації зустрівся з губернатором Орловської області Андрієм Кличковим.
За повідомленням «Орловських новин», у зв'язку з проблемами зі здоров'ям, що виникли, подав прохання про звільнення на спокій.
4 квітня 2019 року Священний синод перевів митрополита на спокій за станом здоров'я, згідно з поданим проханням. Місцем перебування на спокої для нього було визначено місто Мурманськ із матеріальним утриманням від Мурманського єпархіального управління.

## Нагороди
Світські
- Орден Пошани[9] (28 грудня 2000)
- Срібна медаль Міністерства юстиції РФ «За зміцнення кримінально-виконавчої системи»

Церковні
- Орден святого благовірного князя Данила Московського ІІ ступеня
- Орден преподобного Сергія Радонезького II ступеня (3 жовтня 2003 р.) — «до уваги його заслуг перед Православною Церквою і з нагоди 10-річчя від дня архієрейської хіротонії»[10]
- Орден святого преподобного Серафима Саровського II ступеня (29 березня 2009) — «у зв'язку з 25-річчям ієрейської хіротонії та майбутнім 60-річчям від дня народження»[11]